# BMW 2002

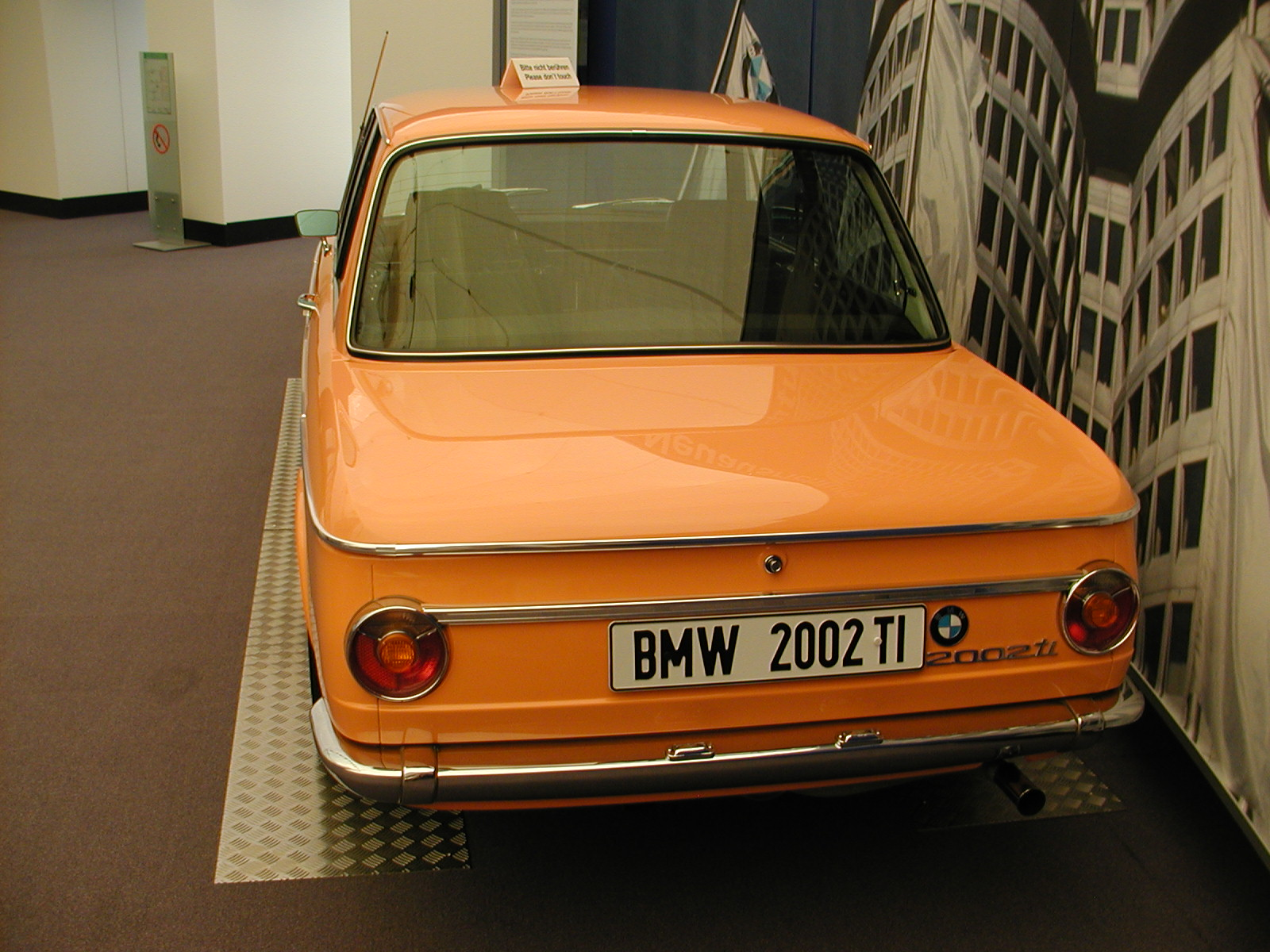
BMW 2002 ti

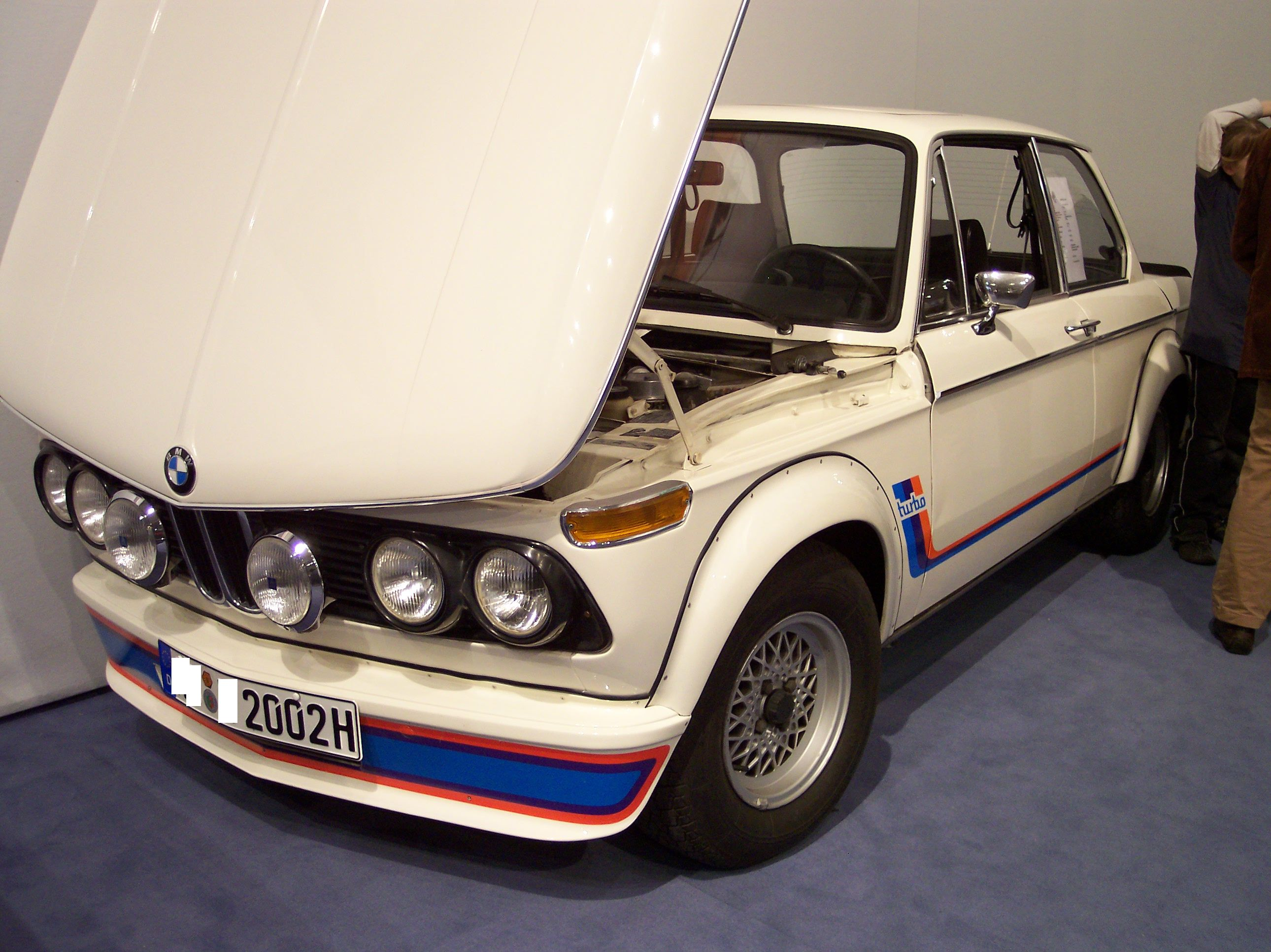
BMW 2002 Turbo

De BMW 2002 is een auto van het merk BMW.
Het 2002-model werd geproduceerd van 1968 tot 1975. De 2002 was een van de modellen uit de zogenoemde 02-serie (codenummers 121, E10 en E6(touring)). In 1966 werd de eerste 02 geïntroduceerd als het tweedeursbroertje van de 1500, 1600, 1800, 2000-modellen. De eerste werden afgeleverd met een 1600 cc-motor (80 pk), vandaar de naam 1600-2 (tweedeurs). In 1968 werd de 2002 geïntroduceerd met een 100 pk sterke tweeliter-motor. Andere modellen waren de 1802 en de latere 1502 (deze werd nog naast de eerste 3-serie (E21) geproduceerd tot en met 1977). In alle 02'tjes werd gebruikgemaakt van de M10 motor die in 1961 werd geïntroduceerd in de BMW 1500 en tot en met 1987 in de 3-serie gebruikt werd.
Bij de 2002 bestond een keuze tussen vier 2000 cc-motoren, namelijk met enkele Solex-carburateur (100 pk), met twee dubbele Solex carburateurs (2002Ti, 120 pk), met Kugelfischer-Bosch mechanische brandstofinjectie (2002Tii, 130 pk) en in 1974 kwam de legendarische 2002 Turbo (170 pk) op de markt, de eerste geblazen productieauto.
In totaal zijn van de BMW 02 (de 1600-2, 1602, 1802, 2002) 861.940 exemplaren gemaakt.

## Trivia
Begin jaren 70 was de BMW 2002 een door de Baader Meinhof groep (Rote Armee Fraktion) veel gestolen (en gebruikte) auto. De auto werd dan ook wel 'Baader Meinhof Wagen' genoemd.